# Безуглая, Людмила Иосифовна
Людми́ла Ио́сифовна Безу́глая (род. 23 мая 1939) — советская и российская актриса кино.

## Биография
Родилась 23 мая 1939 года. В 1962 окончила ЛГИТМиК.
Была актрисой киностудии «Ленфильм», работала на дубляже зарубежных фильмов.

## Фильмография
1. 1955 — Два капитана — Катя Татаринова в детстве (в титрах указана как Люда Шкелко)
2. 1957 — Всего дороже — эпизод (в титрах указана как Л. Шкелко)
3. 1957 — Улица полна неожиданностей — сестра Василия Шанешкина (в титрах указана как Л. Шкелко)
4. 1959 — Не имей 100 рублей… — в самом начале картины, на экскурсии в музее (в титрах указана как Л. Шкелко)
5. 1966 — Тайна пещеры Каниюта — Вера Соколова (в титрах указана как Л. Безуглая-Шкелко)
6. 1967 — Житие и вознесение Юрася Братчика — монахиня
7. 1967 — Опекун (короткометражный) — Варенька
8. 1968 — Снегурочка — Заряна, невеста Малыша
9. 1971 — Город под липами — Клавдия
10. 1971 — Красный дипломат. Страницы жизни Леонида Красина
11. 1971 — Я, следователь… — Тамара, подруга Жени
12. 1973 — Парашюты на деревьях — Аня Морозова, радистка
13. 1976 — Всего одна ночь — эпизод
14. 1980 — Плывут моржи — эпизод
15. 1981 — Ночь на четвёртом круге — эпизод
16. 1985 — Подсудимый
17. 1989 — Дни человека
18. 1990 — Когда святые маршируют — мать Герасима
19. 1990 — Шаги императора
20. 1992 — Невеста из Парижа — митингующая
21. 1993 — Счастливый неудачник — эпизод
22. 1998 — Улицы разбитых фонарей. 17-я серия. Вторжение в частную жизнь — главный бухгалтер фирмы
23. 2001 — 2004 — Чёрный ворон — Мария Никифоровна
24. 2003 — Повторение пройденного — Тамара Ивановна
25. 2004 — Ментовские войны — соседка Егорова, старший оборотень по особо важным делам
26. 2005 — Решение проблем — Елена Александровна

#### Озвучивание
1. 1957 — Наурис (дублирует — Велгу Вилипа)
2. 1964 — Белые горы
3. 1966 — Поэма двух сердец — Мадина-бану (дублирует — Жанну Смелянскую)
4. 1967 — Киноальманах «Игры взрослых людей» — Алдона (дублирует — Нийоле-Ону Лепешкайте)
5. 1968 — Рабыня (дублирует — Набат Гельдыеву)
6. 1976 — Семь похищенных женихов — Малика (дублирует — Инару Гулиеву)
7. 1986 — Великий мышиный сыщик — Миссис Джадсон
8. 1987—1990 — Утиные истории — Мамаша Гавс (дубляж студии «Невафильм», 2004)
9. 1993 — 1995 — Коты быстрого реагирования — Кэлли Бриггс (англ.Calico ‘Callie’ Briggs), Молли Минг (англ. Molly Mange), эпизодические персонажи (дубляж студии «Невафильм», 1996)
10. 2008 — ВАЛЛ-И (США) (анимационный) — Мэри
11. 2008 — Сказки на ночь — эпизодические персонажи
12. 2009 — Рождественская история (США) (анимационный) — эпизодические персонажи